# Sojuz TM-17
La Sojuz TM-17 è stata la 17ª missione diretta verso la stazione spaziale russa Mir.

## Equipaggio
| Ruolo                  | Equipaggio al lancio                             | Equipaggio all'atterraggio                       |
| ---------------------- | ------------------------------------------------ | ------------------------------------------------ |
| Comandante             | Vasilij Cibliev, Roscosmos Mir 14 Primo volo     | Vasilij Cibliev, Roscosmos Mir 14 Primo volo     |
| Ingegnere di volo      | Aleksandr Serebrov, Roscosmos Mir 14 Quarto volo | Aleksandr Serebrov, Roscosmos Mir 14 Quarto volo |
| Cosmonauta Ricercatore | Jean-Pierre Haigneré, CNES Primo volo            | —                                                |

### Equipaggio di riserva
| Ruolo                  | Equipaggio                  | Equipaggio                  |
| ---------------------- | --------------------------- | --------------------------- |
| Comandante             | Viktor Afanas'ev, Roscosmos | Viktor Afanas'ev, Roscosmos |
| Ingegnere di volo      | Jurij Usačëv, Roscosmos     | Jurij Usačëv, Roscosmos     |
| Cosmonauta Ricercatore | Claudie Haigneré, CNES      | Claudie Haigneré, CNES      |

## Parametri della missione
- Massa: 7.150 kg
- Perigeo: 388 km
- Apogeo: 397 km
- Inclinazione: 51,6°
- Periodo: 1 ora, 32 minuti e 24 secondi